# Либерат Карфагенский
Либерат Карфагенский (лат. Liberatus Carthaginensis) — церковный деятель и писатель VI века.

## Биография
Диакон Карфагенской церкви. В 535 году был направлен к папе римскому Агапиту I в качестве посланника от собора двухсот семнадцати африканских епископов.
В споре о трех главах был решительным противником позиции императора Юстиниана I. В 550 году сопровождал епископа Репарата Карфагенского в поездке в Константинополь на собор, созванный императором. Как и многие африканские священнослужители, осудил папу римского Вигилия, признавшего решения Пятого Вселенского собора.
Между 555 и 566 годами написал сочинение «Бревиарий дела несториан и евтихиан» (Breviarium causae Nestorianorum et Eutychianorum), представляющий собой историю этих ересей от времени Нестория до Пятого Вселенского собора, против которого это сочинение косвенно направлено. При описании событий V века автор опирался на работы Сократа Схоластика, Созомена и Феодорита Кирского, а дела своего времени описывал как очевидец, что делает его труд важным источником по церковной истории.

## История текста
Произведение Либерата сохранилось в составе сборника Collectio Sangermanensis, составленного в VII или VIII веке, и древнейшие сохранившиеся списки которого (Parisinus Latinus 12098 и Vindobonensis 397) были сделаны во времена Каролингов. В конце XII—XIII веке неоднократно переписывалось, но копии содержат множество ошибок. Первое печатное издание было выполнено Петром Краббе в Кёльне в 1538 году. В 1567 году Лаврентий Сурий издал текст на основе Венской рукописи. Первое отдельное издание было выпущено в 1675 году Жаном Гарнье, который использовал четыре различных списка, в том числе два старейших, и снабдил текст подробным комментарием. Этим изданием пользовался Минь, включивший «Бревиарий» в Латинскую патрологию. В 1936 году вышло критическое издание Эдуарда Шварца (Acta Conciliorum Oecumenicorum 2, 5, 98—141).

## Издания
- Liberatus Carthaginensis Diaconus. Breviarium // Conciliorum omnium tam generalium quam particularium. Vol. 2. — Colonia, 1538
- Liberatus Carthaginensis Diaconus. Breviarium // Conciliorum omnium tum generalium tum provincialium. Vol. 2. — Colonia, 1567
- Liberati Diaconi breviarium causæ Nestorianorum et Eutychianorum, cum notis et dissertationibus. P., 1675
- Liberatus Carthaginensis Diaconus. Breviarium // Patrologia Latina, 68 (J. P. Migne). — P., 1866, coll. 969—1052

## На русском языке
Либерат. Бревиарий (фрагменты) // Евагрий Схоластик. Церковная история. Книги I—II, III—IV. 2-е изд. — СПб.: Алетейя, 2001. — ISBN 5-89329-064-X ISBN 5-89329-062-2